# Cascades Abaga
Les cascades Abaga són unes cascades i un ecosistema situades a uns 15 km al sud-oest de ciutat Iligan, a l'illa de Mindanao (Filipines), concretament al barangay Abaga, municipi de Baloi (Lanao del Nord).
L'alçada de les cascades Abaga és aproximadament el doble que les mes famoses Cascades Maria Cristina, també situades a les rodalies d'Iligan (al barangay Maria Cristina, municipi de Baloi). Tanmateix, a diferència de les cascades Maria Cristina, que és alimentada pel riu Agus, la font d'aigua de les cascades Abaga són diverses fonts subterrànies que surten a la part superior de les cascades Abaga a través de diversos tributaris. També, a diferència de les més populars cascades Maria Cristina, l'accés humà a les cascades d'Abaga està molt limitat a causa de l'actual manca de carreteres que es mantenen regularment i que cal una bona caminada per arribar a la base de les cascades. Aquest nivell d'aïllament no ha protegit l'ecosistema dels danys causats per la desforestació i l'excés de caça.
El nom pot ser un derivat del terme cebuà «abaga» que significa «espatlla», possiblement relacionat amb la forma i alçada del cingle.

## Flora i fauna
Hi ha una sèrie d'animals interessants que habiten la zona de les cascades Abaga. Els més notables són: 
|  | Àguila menjamones de les Filipines (Pithecophaga jefferyi) |
|  | Guineu voladora de les Filipines (Acerodon jubatus)        |
|  | Calau rogenc de les Filipines (Buceros hydrocorax)         |
|  | Lèmur volador de les Filipines (Cynocephalus volans)       |

Molts d'aquests animals estan a prop de l'extinció o en perill de perdre els seus hàbitats a causa de les activitats humanes.

## Esforços de conservació
En l'actualitat, s'està fent molt poc per ajudar a preservar l'àrea de les cascades Abaga, tant de l'home com de les pertorbacions naturals.
El grup Save Abaga Falls és una campanya popular que va ser fundada recentment per un antic resident de les cascades Abaga que actualment viu als Estats Units. Aquest grup està actualment en procés d'obtenir tanta informació com sigui possible quant a l'estat ambiental actual de l'ecosistema de les cascades d'Abaga.